# Warzone 2100
Warzone 2100 là một trò chơi điện tử chiến lược thời gian thực mã nguồn mở. Trò chơi ban đầu được thiết kế bởi công ty Pumpkin Studios và được hãng Eidos Interactive phát hành. Bản phát hành năm 1999 chạy trên Microsoft Windows và máy PlayStation, bây giờ thì Warzone2100 có trên Mac OS X, Linux, FreeBSD, AmigaOS 4, và một số hệ điều hành khác.
Ban đầu Warzone2100 là một phần mềm thương mại, đến tháng 6 năm 2004, mã nguồn và phần lớn dữ liệu của trò chơi được công bố dưới giấy phép công cộng GNU. Vào tháng 10 năm 2008, giấy phép của trò chơi được nới lỏng và minh bạch hơn, các phân phối phim và âm thanh cũng được cấp phép.

## Cốt truyện
Cuối thế kỷ 21, nền văn minh địa cầu bị tàn phá bởi một loạt vụ tấn công hạt nhân. Sự cố bắt nguồn từ một sai sót của hệ thống phòng vệ vệ tinh của Bắc Mỹ gọi là NASDA, có chức năng bảo vệ Hoa Kỳ khỏi các hiểm họa hạt nhân.
"Bỗng nhiên các đầu đạn hạt nhân được bắn thẳng vào Washington, Beijing and Moscow. Chỉ vài phút sau, các tên lửa trả đũa đượt phóng đi, hàng triệu người chết trong khói lửa hạt nhân, hàng tỉ người sau đó cũng lần lượt chết đi do bệnh dịch, chỉ còn vài triệu người sống sót, nền văn minh trái đất chỉ còn lại vài trăm tổ chức đấu đá liên miền. Chỉ có một vài người muốn xây dựng lại nền văn minh từ đống tro tàn."
Nhóm người đó tự xưng là "Dự án". Bắt đầu trò chơi, ba đội Alpha, Beta, Gama được cử đi tìm kiếm và nghiên phát những công nghệ cần thiết cho công cuộc tái kiến thiết. Người chơi điều khiển nhóm Alpha ở Arizona. Trong quá trình tìm kiếm các "đồ tạo tác", Dự Án bị nhóm New Paradigm, một nhóm vũ trang hùng mạnh tấn công. Sau đó, họ phát hiện ra nhóm này bị điều khiển bởi một máy tính thông minh tên là 'Nexus'.
Sau khi người chơi tiêu diệt New Paradigm, Nexus thề sẽ trả thù, và bắt đầu các vụ tấn công vào Beta, đội hiện đang đóng quân tại Quân khu bắc. Một lần nữa, người chơi cầm giữ một lực lượng ít tiên tiến hơn 'The Collective'. Và họ phát hiện công ty này cũng bị điều khiển bởi Nexus. Cuối màn, Nexus tấn công căn cứ của Alpha và Beta bằng vũ khí hạt nhân, buộc người chơi phải từ bỏ căn cứ.
Trong chiến dịch cuối, người chơi chiến đấu với Nexus. Sau khi phát hiện hầu hết đội Gama đã bị Nexus 'hấp thu', nó kiểm soát hệ thống vệ tinh còn sót lại của NASDA và tấn công người chơi. Tuy nhiên, trước khi cỗ máy thực hiện, Dự Án đã chiếm đóng một bệ phóng tên lửa của NASDA, và bắn rơi vũ khí laser trên quỹ đạo. Bây giờ ba đội của Dự Án hợp làm một trong nhiệm vụ tấn công toàn diện Nexus. Họ biết được một nhà khoa học bị quân đội Hoa Kỳ làm cho phá sản đã tạo ra Nexus, dùng nó thâm nhập vào hệ thống NASDA và gây ra vụ tấn công hạt nhân. Ba đội tiêu diệt Nexus và bắt đầu công cuộc tái kiến thiết văn minh.